# Josip Zovko
Josip Zovko (Spalato, 4 giugno 1970 – Grudsko Vrilo, 4 aprile 2019) è stato un attore croato, noto per il ruolo nel film Se potessi essere uno squalo e nella serie tv Nostro e tuo.

## Biografia e carriera
Josip nacque il 4 giugno 1970 a Spalato. Si formò artisticamente presso l'Accademia di arte drammatica dell'Università di Zagabria e nel 1993 divenne membro del Teatro nazionale croato di Spalato. In teatro lavorò spesso con Mustafa Nadarević.
La stragrande maggioranza del pubblico conoscerà Josip Zovko per il ruolo di Jozo nella serie TV Naši i vaši e il personaggio di Mate nel film Da mi je bit morksi pas (Se potessi essere uno squalo)..
Durante la sua carriera sostenne molti ruoli importanti nel cinema e nel teatro. Per la prima volta in televisione apparve a Mali Libar, Mark Ustić, Splicanin, dal 1997. Vinse diversi premi al 46 Festival di Pola.
Nel video musicale del cantante Miroslav Škoro (2003) Tamo gdje je dom interpretò un cavaliere che combatte per la sua patria.
Prese parte a numerosi spettacoli rappresentati al Teatro di Stato Croato a Spalato (HNK Split).
È deceduto in un incidente d'auto a Grudsko Vrilo (vicino a Grude) in Bosnia-Erzegovina nel 2019 all'età di 48 anni.

## Filmografia

### Cinema
- Da mi je biti morski pas, regia di Ognjen Sviličić (1999)
- Holding, regia di Tomislav Radić (2001)
- Posljednja volja, regia di Zoran Sudar (2001)
- Oprosti za kung fu, regia di Ognjen Sviličić (2004)
- Vjerujem u anđele, regia di Nikša Sviličić (2009)
- Bella Biondina, regia di Daniel Marusic (2011)

### Televisione
- Ante se vraća kući, regia di Ognjen Sviličić – film TV (2001)
- Naši i vaši – serie TV, 7 episodi (2000-2002)
- Trešeta, regia di Dražen Žarković e Pavo Marinković – film TV (2006)
- Najveća pogreška Alberta Einsteina, regia di Branko Karabatić – film TV (2006)
- Bitange i princeze – serie TV, episodio 4x16 (2008)

### Video musicali
- Miroslav Škoro - Tamo gdje je dom (2003)